# 30779 Sankt-Stephan
30779 Sankt-Stephan este un asteroid din centura principală de asteroizi.

## Descriere
30779 Sankt-Stephan este un asteroid din centura principală de asteroizi. A fost descoperit pe 17 octombrie 1987 la Observatorul Palomar de Carolyn S. Shoemaker și Eugene M. Shoemaker. Asteroidul prezintă o orbită caracterizată de o semiaxă mare de 2,31 ua, o excentricitate de 0,19 și o înclinație de 24,7° în raport cu ecliptica.